# Victor Surridge
Victor Surridge (Chipping Ongar 1882 - Glen Helen 27 juni 1911) was een Brits motorcoureur en het eerste dodelijke slachtoffer van de TT races op Man.
Victor Surridge was de zoon van een rijwielhandelaar uit Chipping Ongar. Hij was sinds oktober 1910 fabriekscoureur voor het merk Rudge. Hij had al een werelduurrecord op het circuit van Brooklands gevestigd en toen het team van Rudge in 1911 voor het eerst deelnam aan de TT van Man was Surridge daar ook. Tijdens de trainingen, toen hij een andere deelnemer wilde inhalen in een bocht bij Creg Willey's Hill, reed hij in een sloot en klapte op de aarden wal. Hij werd naar het Glen Helen Hotel gebracht, waar hij overleed. 
In die tijd gebruikten coureurs nog geen enkele bescherming, zelfs geen helm. Bovendien was het circuit juist in dat jaar verlengd tot 60 km, toen werd overgegaan van de St John's Course naar de Snaefell Mountain Course, waardoor het grotendeels onbekend was voor de coureurs en bovendien door de grote lengte moeilijk te leren.
De dood van Surridge leidde tot een boycot van de TT van Man door een aantal Britse motorfietsmerken in 1912.